# Standseilbahn Stuttgart
| |                     |                                  |                                  |
| Streckenlänge: | 0,536 km            |                                  |                                  |
| Spurweite: | 1000 mm (Meterspur) |                                  |                                  |
| Maximale Neigung: | 282 ‰               |                                  |                                  |
| Streckengeschwindigkeit: | 11 km/h             |                                  |                                  |
| |                     |                                  |                                  |
| \| \| \| Übergang zur Stadtbahn \| \| \| \| 0,000 \| Südheimer Platz \| 297 m \| \| \| \| Burgstallstraße (ehemalige B 14) \| \| \| \| \| Abtsche Weiche in Streckenmitte \| \| \| \| \| \| \| \| \| 0,536 \| Waldfriedhof \| 382 m \| |                     |                                  |                                  |
| |                     | Übergang zur Stadtbahn           |                                  |
| Kopfbahnhof Streckenanfang | 0,000               | Südheimer Platz                  | 297 m                            |
| Brücke |                     | Burgstallstraße (ehemalige B 14) | Burgstallstraße (ehemalige B 14) |
| |                     | Abtsche Weiche in Streckenmitte  |                                  |
| Strecke |                     |                                  |                                  |
| Kopfbahnhof Streckenende | 0,536               | Waldfriedhof                     | 382 m                            |

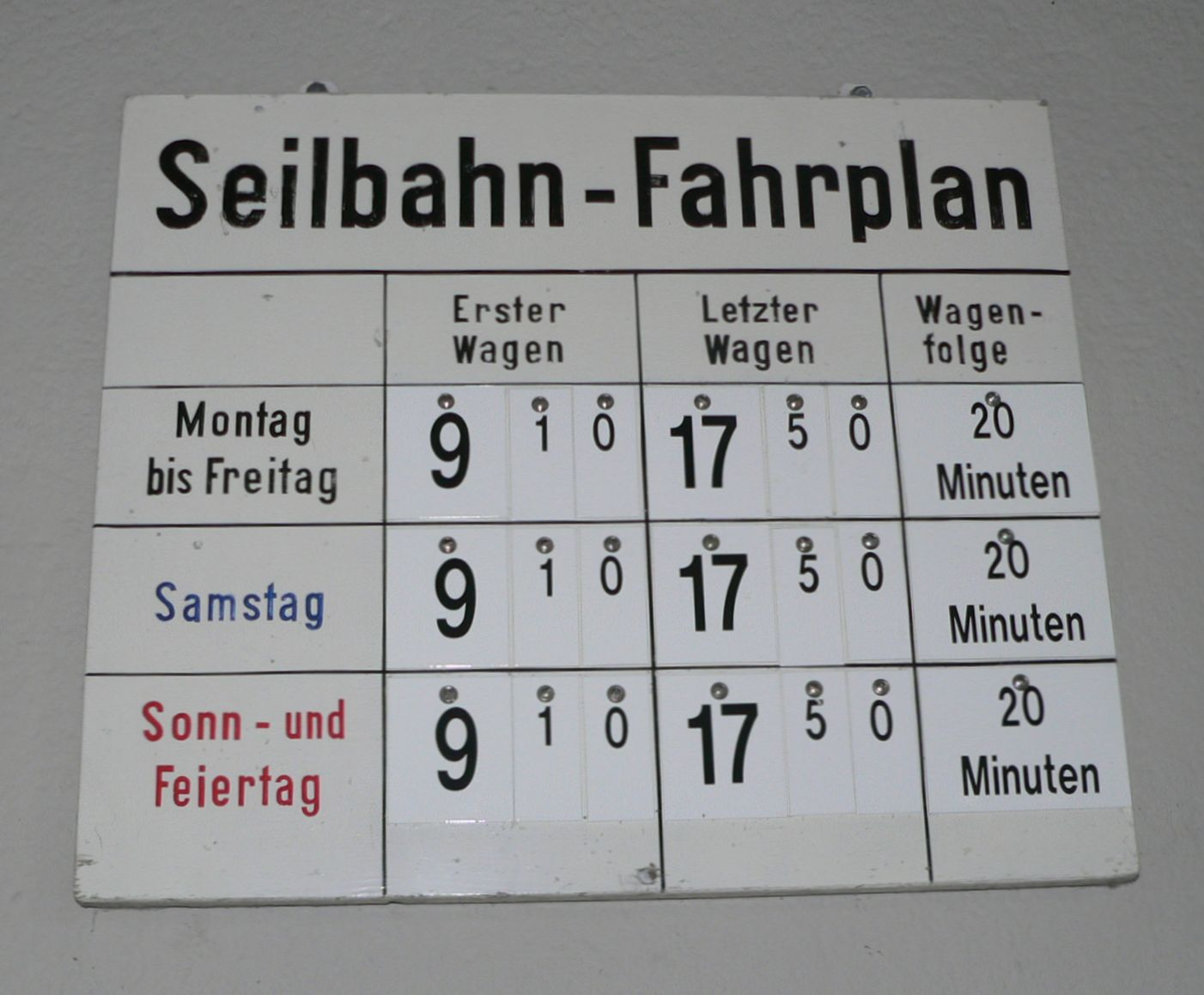
Fahrplan

Die Standseilbahn Stuttgart verbindet seit dem 30. Oktober 1929 die Böblinger Straße im Stadtteil Heslach (Talstation 48° 45′ 21,2″ N, 9° 8′ 32″ O) ohne Zwischenhalt mit dem Waldfriedhof im Stadtbezirk Degerloch (Bergstation 48° 45′ 6,1″ N, 9° 8′ 43,6″ O). Die Talstation heißt, wie die benachbarte Haltestelle der Stadtbahn, Südheimer Platz und liegt an der Einmündung der Seilbahnstraße in die Böblinger Straße. Die Anlage wird von den Stuttgarter Straßenbahnen AG (SSB) betrieben und in Stuttgart selbst in der Regel nur als „Seilbahn“ bezeichnet. Seit Ende der 1990er Jahre ist sie außerdem als „Linie 20“ in das Nummernsystem der Stadtbahn Stuttgart einbezogen, jedoch ohne das Präfix U. An der Talstation besteht Anschluss an deren Linien U1 und U14.
Im Gegensatz zu vergleichbaren Anlagen dient die Stuttgarter Seilbahn kaum touristischen Zwecken, sondern überwiegend dem lokalen öffentlichen Personennahverkehr. Sie ist in den Verkehrs- und Tarifverbund Stuttgart (VVS) integriert und kann zu dessen regulärem Tarif benutzt werden.
Im Volksmund wird sie auch als „Erbschleicher-Express“, „Lustige-Witwen-Bahn“ (diese Bezeichnung wurde 2004 eingeführt) oder „Witwen-Express“ bezeichnet. Ein weiterer Spitzname in Anspielung auf ihre Eigenschaft als Standseilbahn ist „Schnürlesbahn“.

## Betrieb
Die Standseilbahn mit einer Spurweite von 1000 Millimetern (Meterspur) legt die Fahrstrecke von 536 Metern in vier Minuten zurück. Das Zugseil ist 35 Millimeter dick. Die Bahn wird täglich von 9:10 Uhr bis 17:50 Uhr betrieben. Die Bahn fährt regulär im 20-Minuten-Takt, bei großem Andrang werden jedoch zusätzliche Fahrten angeboten. Als einziges Schienenverkehrsmittel im VVS-Gebiet ist die Fahrradmitnahme in der Seilbahn zu keiner Zeit erlaubt.

## Geschichte
Der Waldfriedhof Stuttgart wurde im August 1914 eröffnet, wobei eine Bahn zur Anbindung des entlegenen Friedhofs von Anfang an in die Planungen einbezogen war. Denn es gab nur einen schmalen Waldweg, der erst wesentlich später zur heutigen Karl-Kloß-Straße ausgebaut wurde. Vorgesehen war eine Standseilbahn nach Vorbild der 1912 erbauten Anlage in Baden-Baden oder eine Straßenbahnstrecke von Heslach über Sonnenberg nach Möhringen, um die bestehenden Straßenbahnlinien zu entlasten. Der Beginn des Weltkrieges 1914 vereitelte den Bau der Seilbahn.
Die heutige Standseilbahn wurde in den Jahren 1928/1929 von der Maschinenfabrik Esslingen erbaut. Sie ersetzte seinerzeit eine 1914, im Eröffnungsjahr des Friedhofs, eingerichtete Omnibuslinie „W“ wie Waldfriedhof. Die Verbindung erleichterte Friedhofsbesuchern die Überwindung des Höhenunterschieds von 85 Metern zwischen Heslach und dem Degerlocher Waldfriedhof.

„Eine brauchbare Lösung fand man in der Anlage einer Standseilbahn, die von einer Straßenbahnhaltestelle aus nach dem von dort 550 m entfernten und 85 m höher liegenden Waldfriedhof führt. Man erreichte bei dieser Anlage eine Maximalsteigung von 28 Proz. und eine durchschnittliche Steigung von 15,4 Proz. Für die Bahn war die Erstellung einer auf drei Stützen ruhenden Betonbrücke erforderlich. Um ein elastisches Fahren zu erreichen, wurde das Gleis auf der Betonunterführung auf Holzschwellen und diese direkt auf die Brückentafeln gelegt. Im übrigen sind die Vignolschienen von 12 m Länge mit 30 kg Metergewicht auf eisernen Querschwellen verlegt und in der üblichen Weise verlascht, jedoch so, daß jeder zweite Schienenstoß aluminothermisch verschweißt wurde. An der oberen Endstation wurde das Windwerk im Untergeschoß eingebaut und darüber der Zu- und Ausgang zum Wagen angeordnet. Der Betrieb der Bahn erfolgte in der Weise, daß die beiden Wagen mittels eines 600 m langen Seils miteinander verbunden sind. Dieses Seil besteht aus 150 Einzeldrähten und hat eine Zerreißfestigkeit, die zehnmal größer ist als die größte betriebsmäßige Beanspruchung. Am oberen Ende ist das Seil über zwei Seilscheiben in mehreren Windungen geschlungen. Der Antrieb der Seilscheiben geschieht durch einen Drehstrommotor von 95 PS Leistung und einer Spannung von 380 Volt. Die Steuerung des Windwerkes erfolgt – als Erstausführung bei einer deutschen Standseilbahn – selbsttätig von den Führerständen der Wagen aus, so daß sich eine Besetzung der Schaltbühne der Bergstation durch einen Bedienungsmann erübrigt. Im geräumigen Führerstand wird also mittels eines Fahrschalters der Strom zu- oder abgeschaltet, sowie die eingebauten Bremsen und Sicherheitseinrichtungen betätigt. Die Bedienung des Antriebs erfolgt aber für gewöhnlich auf automatischem Weg durch eine Druckknopfsteuerung von beiden Wagen aus in ähnlicher Weise, wie dies bei Fahrstühlen bekannt ist. Hierzu dient eine über dem Wagen gespannte Fahrleitung, die mittels Stromabnehmern mit den im Wagen befindlichen Druckknöpfen in Verbindung steht und das Einschalten des Motors bewirkt. Das Abbremsen der Wagen erfolgt ebenfalls automatisch durch Schaltkontakte, die neben den Schienen angebracht sind und durch Ueberfahren mit dem Wagen selbsttätig geschaltet werden.“

Die Fahrzeuge sowie die elektrische Ausrüstung der seinerzeit schnellsten Standseilbahn der Welt (Geschwindigkeit 3 m/s) waren von AEG geliefert worden. Pro Stunde konnten 1.200 Passagiere in beide Richtungen befördert werden.
Während 1930 – im ersten vollen Betriebsjahr – noch 690.000 Fahrgäste die Bahn nutzten, die das Verkehrsmonopol hatte, ist die Nachfrage seit langem deutlich geringer. Die Bedeutung des Waldfriedhofs für Bestattungen hat abgenommen, während die Bahn heute zunehmend eine Touristenattraktion ist und das Friedhofsgelände als Ausflugsziel dient. Entsprechend haben sich die Fahrgastzahlen bei etwa 150.000 Fahrgästen pro Jahr stabilisiert. Etliche Stuttgart-Besucher nutzen die Seilbahn auch als Park+Ride-Zubringer, indem sie am Waldfriedhof parken und dann mit Seilbahn und Stadtbahn in die City fahren. Im Winter ist die Seilbahn bei Schlittenfahrern beliebt, die die verschneiten Waldwege befahren.
Durch den Orkan Lothar im Dezember 1999 wurde ein Wagen durch einen umstürzenden Baum beschädigt, anschließend jedoch restauriert. 2003 wurde die Stilllegung der Bahn erwogen und von der Aufsichtsbehörde nahegelegt, weil die neuen Sicherheitsrichtlinien der EU für Seilbahnen erheblich verschärft worden waren. Hauptgrund war die Brandkatastrophe der Gletscherbahn Kaprun 2, die zu einem großen Teil durch einen Tunnel verlief. Die Stuttgarter Bahn besitzt jedoch keinen Tunnel. Auf Wunsch der Öffentlichkeit und der Stadt beschloss die SSB jedoch die aufwändige Modernisierung. Wegen des Denkmalschutzes hätten Anlagen und Wagen ohnehin erhalten werden müssen. Seit dem 24. Juli 2004 wird die Bahn wieder planmäßig betrieben. Um zum Ausgleich für die hohen Investitionen die Betriebskosten zu senken, wurde die Betriebszeit jedoch auf den Zeitraum von etwa 9 bis 18 Uhr beschränkt. Zuvor war die Bahn für vereinzelte berufstätige Anwohner etwa von 6 bis 20 Uhr gefahren, was äußerst unwirtschaftlich war.

## Eigenart
Die Bahn war – etwa gleichzeitig mit einer Standseilbahn in Frankreich – die erste halbautomatische (nicht: vollautomatische) Seilbahn weltweit und kam daher von Anfang an ohne Bedienungspersonal aus. Zum Betätigen der Steuerung sind lediglich zwei Wagenbegleiter notwendig. Bevor der Fahrkartenverkauf in den 1970er Jahren auf Automaten umgestellt wurde (je einer in der Tal- und Bergstation) fungierten diese außerdem als Schaffner. Nur diese damals neuartige Technik ermöglichte den wirtschaftlichen Betrieb der Bahn, weil anstatt fünf Mann Personal – zwei „Fahrer“, ein Maschinenbediener und je ein Fahrkartenverkäufer pro Station, wie damals bei Standseilbahnen nötig und üblich – nur zwei benötigt wurden. Da die entlegene Bergstation so jedoch ohne ständige Aufsicht eines Mitarbeiters war, wurde von Anfang an ein Blumengeschäft eingeplant, so dass das Gebäude nicht leer war. Dessen Betreiber war ursprünglich auch für den Geldwechsel und den Verkauf der Fahrscheine verantwortlich, seit dem 31. März 2019 ist das Ladenlokal jedoch ohne Pächter.
1914 war zunächst geplant gewesen, die Gebäude aufwändig im Jugendstil zu gestalten. Als der Bau dann 1929 realisiert wurde, entstand jedoch eine architektonisch zurückhaltende Anlage im Stil der Neuen Sachlichkeit der Zeit.
Die Bahn wurde bewusst so kurz wie möglich ausgeführt, um Kosten zu sparen und den Friedhofsbereich nicht dem befürchteten „Lärm“ der (weitgehend geräuschlosen) Bahn und des Publikums auszusetzen. Ebenso wurde eine bogenförmige Streckenführung mit Steilrampe am Beginn der Strecke ausgewählt, um den Aufwand für den Bau zu begrenzen. Dabei spielten auch ästhetische und ökologische Gründe eine Rolle: Die gewählte Führung sollte den Wald schonen, und die Sichtbarkeit des Eingriffs vom Tal aus nur auf wenige Meter beschränken, bis die Bahn in einer Senke am Hang verschwindet.
Direkt nach der Eröffnung im Spätherbst 1929 brach die Weltwirtschaftskrise aus. Bei einem etwas späteren Baubeginn wäre die Stuttgarter Seilbahn möglicherweise nie fertiggestellt worden.
Neben dem oberen Abschnitt der Heidelberger Bergbahn zum Königstuhl ist die Stuttgarter Seilbahn die einzige aktuell in Betrieb stehende Standseilbahn in Deutschland, bei der Fahrzeuge wie Anlagen substanziell im Originalzustand erhalten sind. In Stuttgart wurde 2004 ein moderner Antrieb hinter die historische Antriebsanlage gesetzt, die weiterhin betriebsfähig ist, aber nicht mehr mitläuft. Bei der Sanierung wurde generell darauf geachtet, moderne Nachrüstungen der 1970er und 1980er Jahre zu entfernen und die Ausstattung möglichst denkmalgerecht wieder in den Zustand der Erbauungszeit zurückzuversetzen.
Die Wagen der Stuttgarter Seilbahn entsprachen äußerlich bereits zu ihrer Entstehungszeit 1929 nicht dem damaligen Standard im Wagenbau, der gestalterisch wesentlich moderner hätte sein können. Möglicherweise wurde die schlichte kastenförmige, schon damals veraltete Holzbauweise gewählt, um die Bahn zeitlos erscheinen zu lassen, handelt es sich doch nicht um eine Ausflugsbahn, sondern um ein öffentliches Verkehrsmittel, das den Friedhof erschließt.
Auch wenn die Seilbahn nicht kostendeckend fahren kann, ist sie verkehrlich nicht ersetzbar und nach wie vor das am wirtschaftlichsten zu betreibende öffentliche Verkehrsmittel für den örtlichen Zweck. Ein Busverkehr gleicher Taktfrequenz käme teurer und wäre weniger leistungsfähig.

## Technik

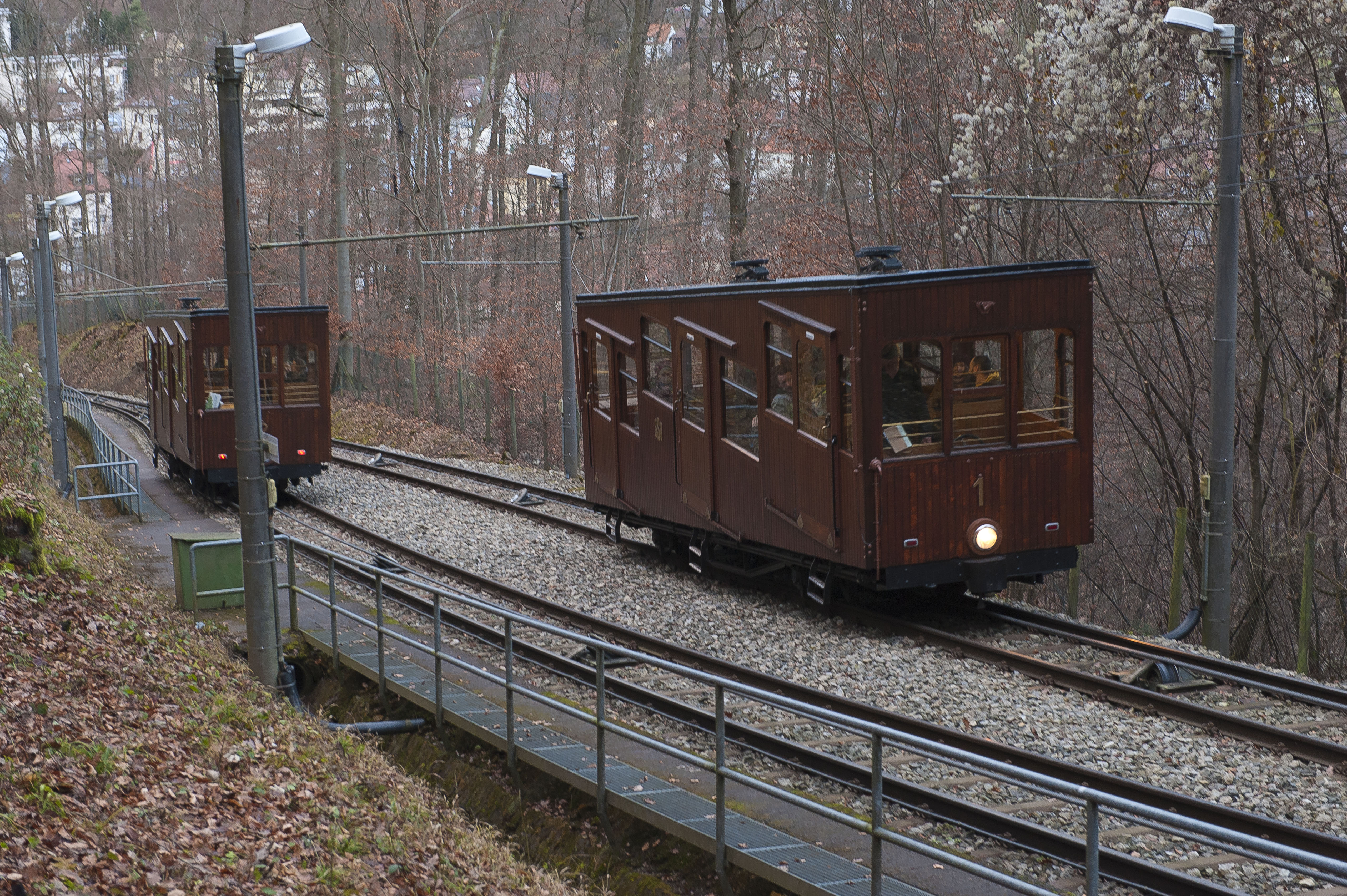
Abtsche Ausweiche in Streckenmitte

Die halbautomatische Steuerung von 1929 ermöglichte es, auf den Maschinisten im Bedienstand zu verzichten, der bei den bis dahin üblichen Standseilbahnen die Geschwindigkeit regeln musste. Bei der halbautomatischen Steuerung muss jeder Wagenbegleiter auf seinem Fahrzeug die Abfahrtstaste betätigen. Dadurch wird der Stromkreis geschlossen, der die Abfahrt einleitet. Durch diese Technik ist ausgeschlossen, dass ein Begleiter alleine die Bahn in Bewegung setzt, ohne zu wissen, ob der zweite Wagen ebenfalls abfahrbereit ist.
Ursprünglich besaß die Bahn elektrotechnisch gesehen eine Kaskadensteuerung, bei der Beschleunigung und Bremsen über eine Schützsteuerung ablaufen. Die einzelnen Fahr- und Bremsstufen schalten sich, wenn die Abfahrt einmal eingeleitet ist, nacheinander automatisch auf und ab. Damit sich ein einigermaßen gleichmäßiger Fahrtverlauf ohne Geschwindigkeitssprünge ergibt, war auf der mechanischen Antriebswelle eine schwere Schwungscheibe angebracht. Ein mechanischer Geschwindigkeitsmesser, ein Fliehkraftregler, sorgte dafür, dass die Geschwindigkeit ein bestimmtes Maß nicht überschritt. Seit der Sanierung 2004 erfolgt die Fahr- und Bremssteuerung über eine Leistungselektronik, die für einen stufenlosen Fahrtverlauf sorgt. Das Grundprinzip, dass beide Wagenbegleiter die Anlage gemeinsam einschalten müssen, wurde beibehalten.
Bei der Sanierung 2004 wurde die Anlage um ein Talseil erweitert. Gemeinsam mit dem Bergseil ergibt sich seither ein durchgehender mechanischer Seilkreis. Beide Seile sind jeweils am Wagenboden befestigt. Zum Straffhalten des Seilkreises dient ein Abspanngewicht in der Talstation, von gleicher Bauart wie bei einem Skilift. Das Abspanngewicht gleicht sowohl mechanische Spannungsunterschiede und Schwingungen aus als auch temperaturbedingte Längenunterschiede und die allmähliche plastische Dehnung des Seiles. Diese ist durch das heute verwendete sehr starke Seil aber nur noch sehr gering. Früher war die Längung des Seiles größer. Daher wurden die Abschlussgeländer entlang der Bahnsteige verschiebbar ausgeführt.
Somit werden die Wagen seit dem Umbau 2004 nun in jeder Richtung mit gleichmäßiger Geschwindigkeit gezogen, auch talwärts. Das Abspanngewicht hängt nicht direkt am Talseil, sondern an einem Umlenkgestell, das die untere Schleife des Talseiles bildet. Bis 2004 gab es nur das Bergseil, an dem die Wagen hingen. Bis dahin liefen die Wagen talwärts nur durch Schwerkraft. Im Einzelfall, etwa bei verschneitem Gleis, konnte es dabei dazu kommen, dass die Geschwindigkeit eines Wagens etwas langsamer war als die des nacheilenden Seiles. Durch das entsprechende Schlaffwerden des Seiles wurde dann unter Umständen die Seilrisssicherung am Wagen ausgelöst, so dass es – ohne Anlass – zu einer automatischen Notbremsung kam. Ein solcher Vorfall ist durch den heute durchgehenden Seilkreis ausgeschlossen.
Für die Beleuchtung besaßen die Wagen ursprünglich einen einfachen Stromabnehmer, der an einer dreipoligen Oberleitung anlag. Diese diente auch der elektrischen Beheizung sowie als Teil des Schaltkreises für die halbautomatische Zugsteuerung. Seit 2004 erfolgt die Beleuchtung durch Batterien, die in den Stationen durch eine Stromschiene gespeist werden. Auf die gleiche Weise wird die Wagenheizung versorgt und deshalb nur noch in den Stationen betrieben. Die Steuerungsregelung erfolgt seit 2004 induktiv durch Linienleiter. Die Fahrleitung wurde wegen des Denkmalschutzes beibehalten. Sie dient heute als Sicherungsautomatik für den Fall, dass ein Baum umstürzt und die Leitung berührt. Zu diesem Zweck wird die Leitung mit Kleinspannung überwacht.

## Wagen
Die beiden Wagen der Seilbahn (nach Bauer Typ 73.1) tragen die Nummern 1 und 2. Sie wurden aus Kostengründen – ihr Bau erfolgte in den wirtschaftlich schwierigen Zeiten der 1920er Jahre – außen aus Teakholz und innen aus Mahagoniholz gefertigt. Beide sind jeweils 9800 Millimeter lang, 2200 Millimeter breit und wiegen leer 7800 Kilogramm. Das maximal zulässige Gesamtgewicht beträgt 13.425 Kilogramm. Sie bieten neben dem Klappsitz für den Wagenführer 22 Sitzplätze und 52 Stehplätze.

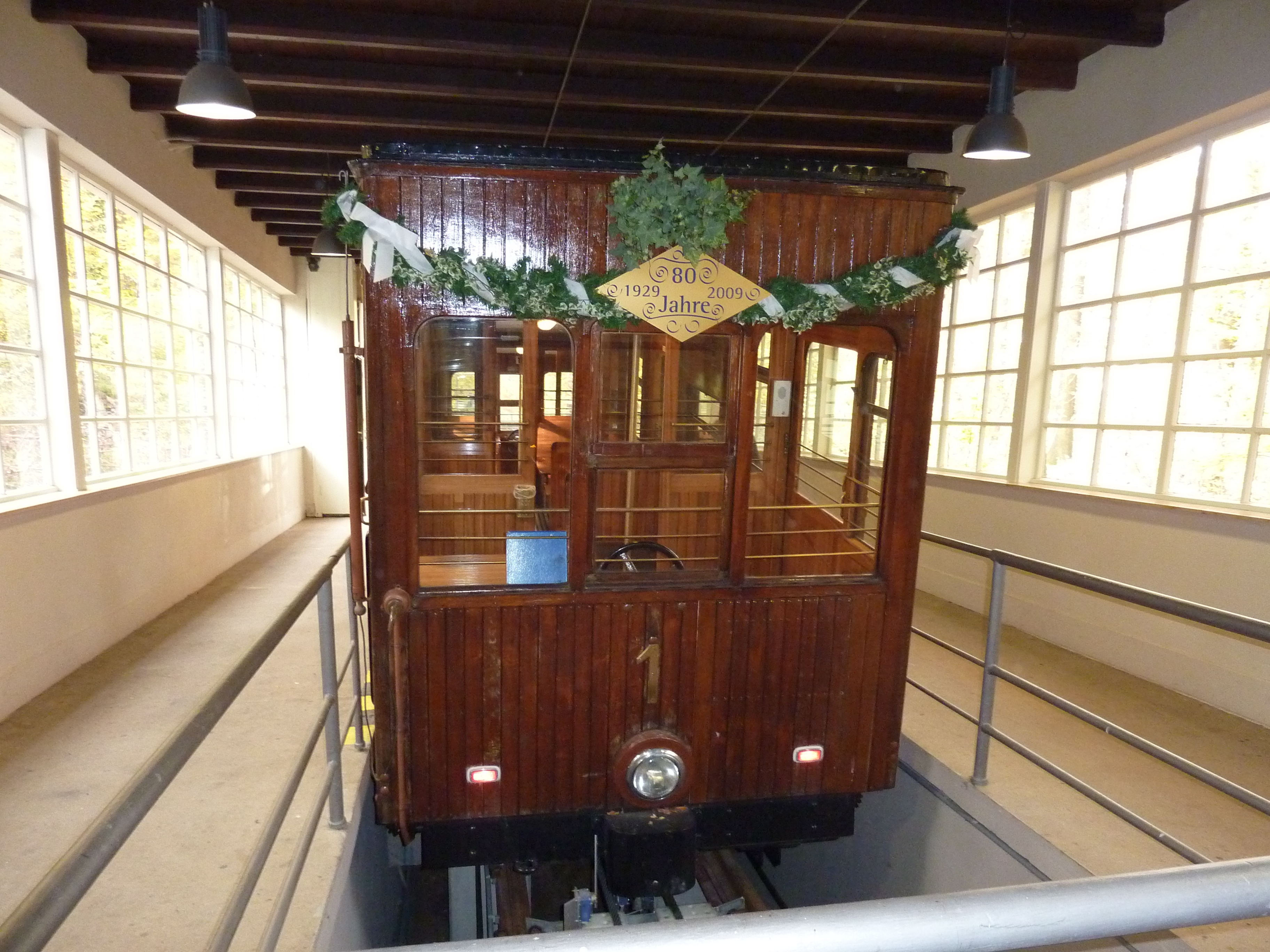
Wagen 1 in der Bergstation
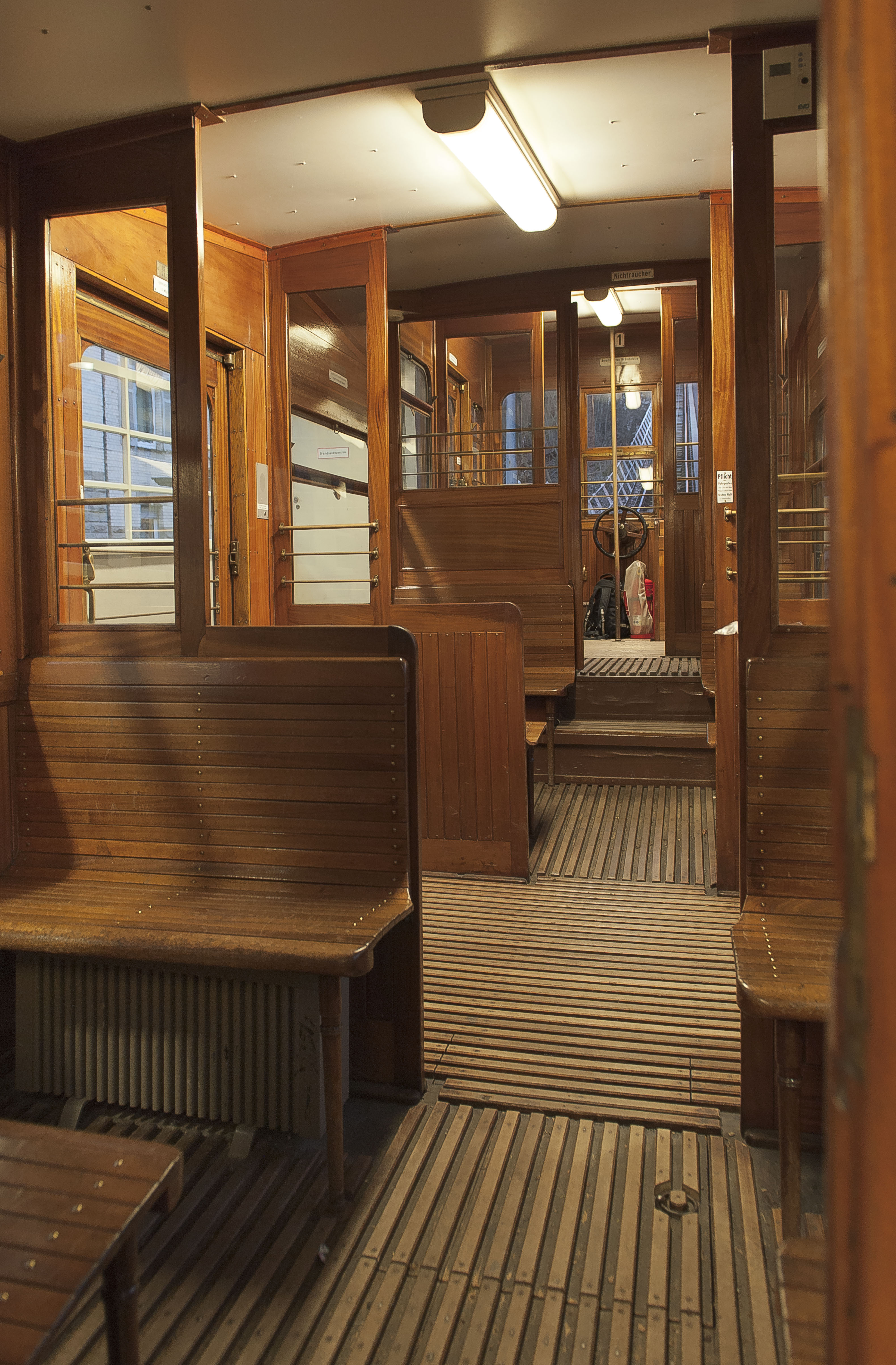
Inneneinrichtung
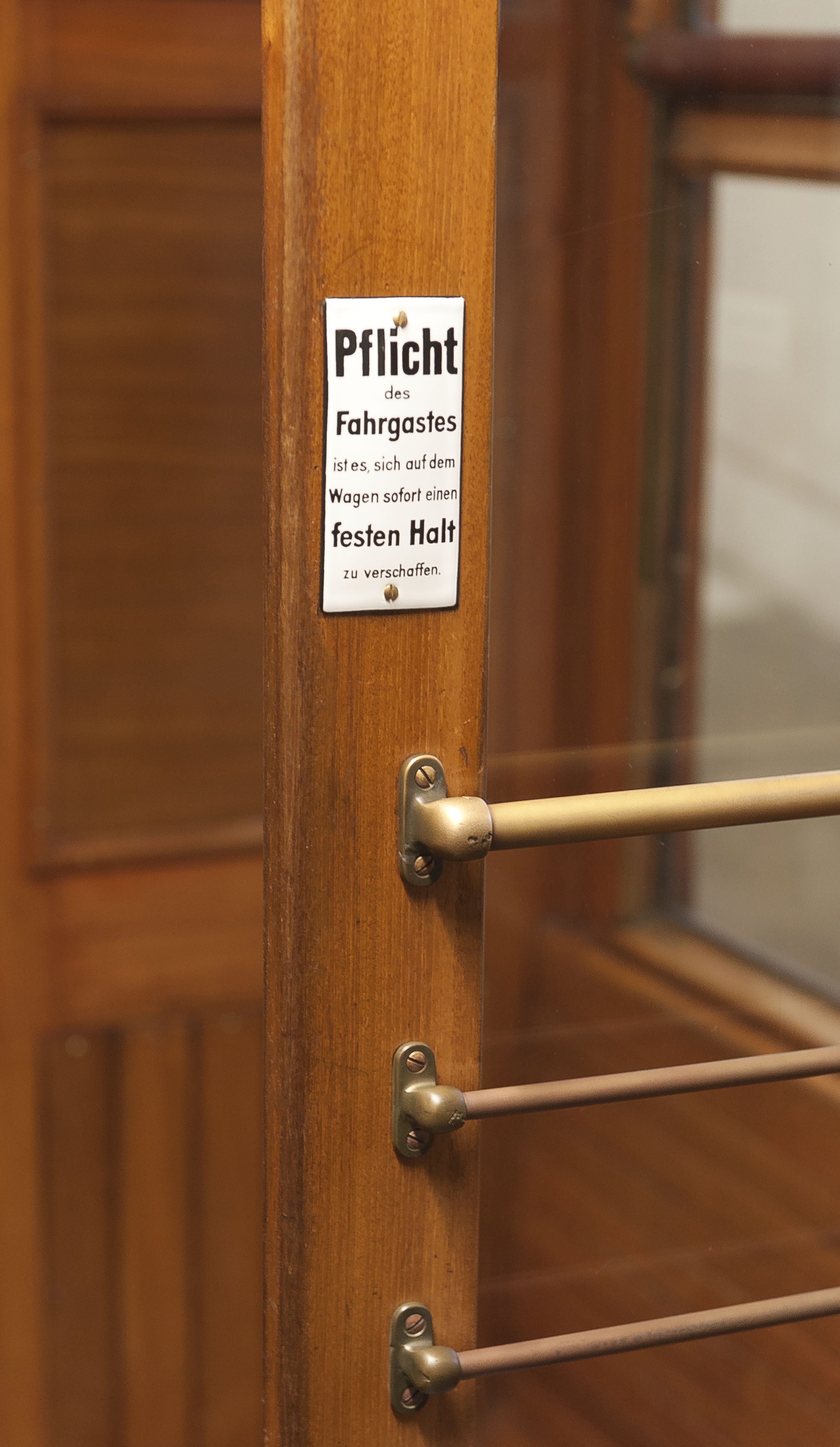
Detail der Inneneinrichtung
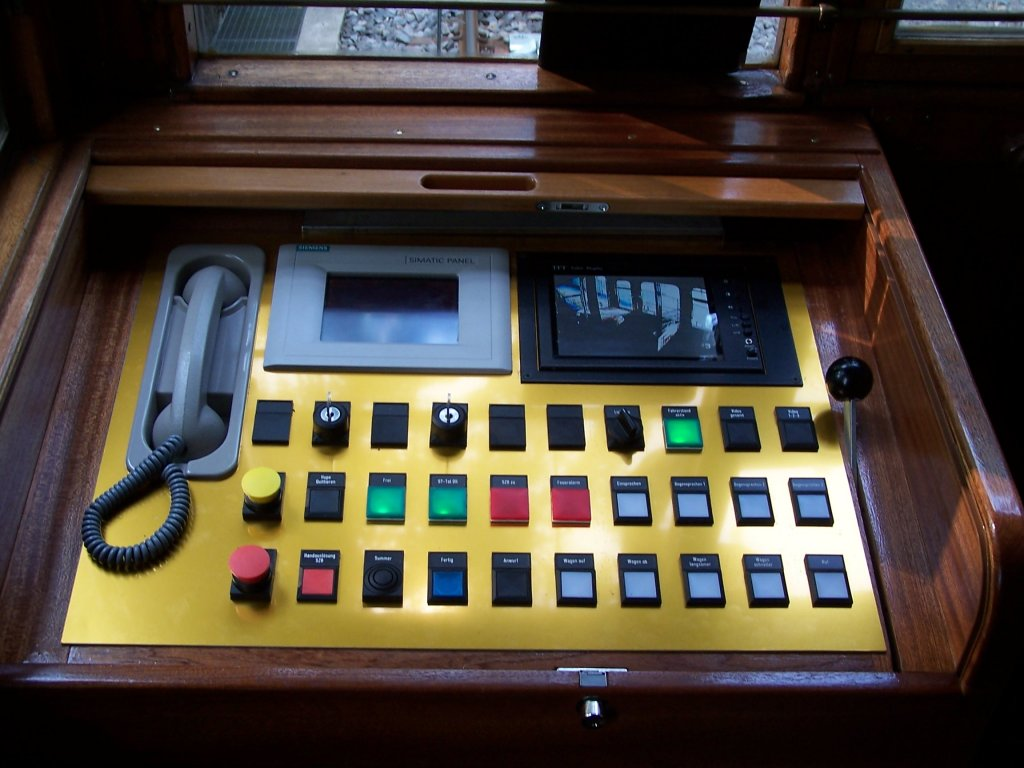
Bedienpult nach der Modernisierung
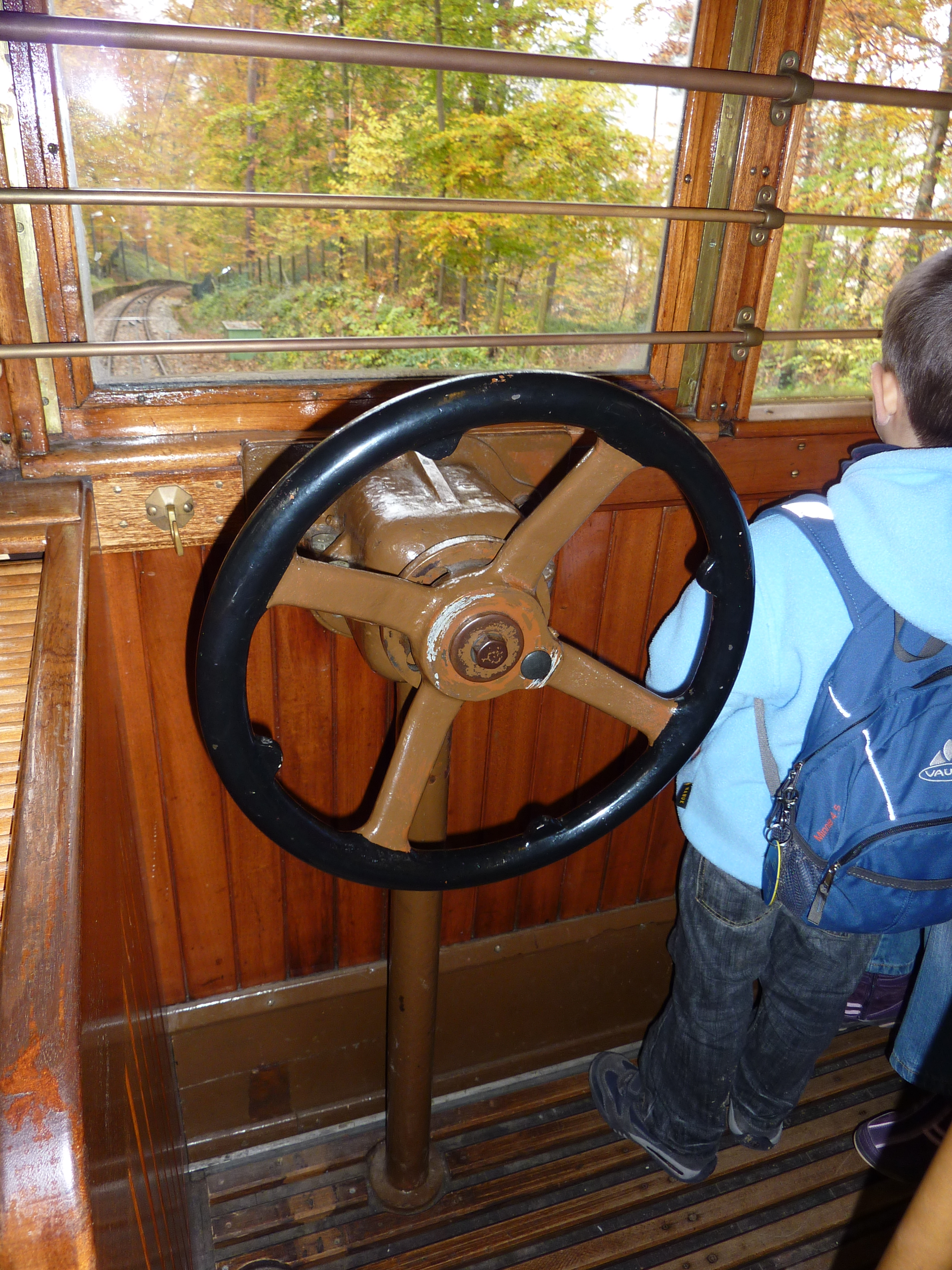
Bremsrad

Wagen 1 wurde durch umstürzende Bäume wegen des Orkans „Lothar“ am 26. Dezember 1999 so stark beschädigt, dass er in der SSB-Hauptwerkstatt in Möhringen wiederhergestellt werden musste. Seine Wiederinbetriebnahme folgte am 7. Februar 2000.

## Tondokumente
- Fahrt von der Talstation zur Bergstation
- Fahrt von der Bergstation zur Talstation

## Auszeichnungen
Im März 2007 erhielt die Stuttgarter Straßenbahnen AG anlässlich der Verleihung des Denkmalschutzpreises Baden-Württemberg 2006 durch den Schwäbischen Heimatbund eine „Besondere Anerkennung“ für den Erhalt und die Sanierung der Standseilbahn, weil es ihr gelungen war, „durch eine aufwendige Sanierung mit vielen kreativen Ideen und in mühevoller Kleinarbeit heutigen Anforderungen anzupassen, ohne den ursprünglichen Charakter zu zerstören“.